# 麟绛街道
麟绛街道，原为麟绛镇，是中华人民共和国山西省长治市屯留区下辖的一个乡镇级行政单位。2020年3月10日，撤镇设街道。2021年4月1日，将原西贾乡的西贾、罗家庄、东贾、牛角川4 个村委会划归麟绛街道管辖。

## 行政区划
麟绛街道下辖以下地区：
南街村、东街村、西街村、东脑村、水泉村、西堰村、东堰村、堰草村、西藕村、中藕村、东藕村、沙家庄村、宋庄村、双塔村、郭村、席店村、和峪村、杨家湾村、鸦儿堰村、刘家坪村、高店村、柳行村、尧泽头村、西莲村、西河北村、东河北村、河北脑村、板箱庄村和屯留煤矿生活区社区。